# Lanteira
Lanteira – gmina w Hiszpanii, w prowincji Grenada, w Andaluzji, o powierzchni 52,78 km². W 2011 roku gmina liczyła 570 mieszkańców.
Należy zauważyć, że znaczna część obszaru miejskiego znajduje się w Parku Narodowym Sierra Nevada.